# Urwanie głowy
Urwanie głowy (ang. Head Above Water) – amerykański film fabularny z 1996 roku w reżyserii Jima Wilsona, wyprodukowany przez wytwórnię Fine Line Features. Główne role w filmie zagrali Harvey Keitel, Cameron Diaz i Craig Sheffer.

## Fabuła
Piękna Nathalie (Cameron Diaz) spędza wakacje razem ze swoim mężem George’em (Harvey Keitel) na malowniczej wyspie u wybrzeży Maine. Pewnego wieczoru niezapowiedzianą wizytę składa jej były ukochany Kent (Billy Zane). Nad ranem kobieta znajduje go martwego. Próbuje ukryć ten fakt przed partnerem.

## Obsada
- Harvey Keitel jako George
- Cameron Diaz jako Nathalie
- Craig Sheffer jako Lance
- Billy Zane jako Kent
- Shay Duffin jako policjant

## Odbiór

### Krytyka
Film Urwanie głowy spotkał się z mieszaną reakcją krytyków. W serwisie Rotten Tomatoes 40% z piętnastu recenzji filmu jest pozytywne (średnia ocen wyniosła 4,47 na 10).